# Rivoltella del Garda
Rivoltella del Garda est une frazione de la municipalité de Desenzano del Garda dans la province de Brescia (région Lombardie). Jusqu'en 1926, elle était une municipalité à part entière.
Sous le nom de Revoltella sul Garda, c'était une municipalité autonome jusqu'en 1926, lorsque le 29 juillet 1926, le Regio decreto n. 1460, l'a agrégée à la municipalité de Desenzano sul Lago, qui a changé de nom pour devenir l'actuelle Desenzano del Garda.
Sur son territoire s'est déroulée la bataille de San Martino le 24 juin 1859.